# テレンス・フィッシャー
テレンス・フィッシャー（Terence Fisher, 1904年2月23日 - 1980年6月18日）はイギリス・ロンドン出身の映画監督。特にイギリスのハマー・フィルム・プロダクション製作の多くのホラー映画を監督したことにより、ホラーの名匠として有名。

## 経歴
10代で学校を去ってから船員となるが、性に合わないとわかり様々な仕事に就く。そのうちに映画撮影所で働くようになり、編集者になる。43歳にして初めて映画を監督した。
1957年にハマー・フィルム製作の『フランケンシュタインの逆襲』を監督した。この映画は世界的にヒットし、一躍ホラー映画の名監督として注目された。翌1958年に監督した『吸血鬼ドラキュラ』は更なる大ヒットとなり、両作に出演したピーター・カッシング、クリストファー・リーと共にホラー映画の黄金トリオと称されるようになった。
以降もハマーの『フランケンシュタインシリーズ』と『ドラキュラシリーズ』を中心に、1974年の『フランケンシュタインと地獄の怪物（モンスター）（英語版）』まで、ホラー映画の良作を作り続けた。1980年に死去。

## 主な監督作品
- A Song for Tomorrow（英語版）(1948年、劇場未公開)
- Colonel BogeyColonel Bogey(1948年、劇場未公開)
- To The Public Danger （1948年、劇場未公開)
- Portrait from Life（英語版）(1948年、劇場未公開)
- Marry Me!（英語版）(1949年、劇場未公開)
- The Astonished Heart（英語版）(1950年、劇場未公開)
- So Long at the Fair（英語版）(1950年、劇場未公開)
- Home to Danger（英語版）(1951年、劇場未公開)
- The Last Page（英語版）(1952年、劇場未公開)
- Wings of Danger（英語版）(1952年、劇場未公開)
- 盗まれた顔（英語版）(Stolen Face、1952年、劇場未公開)
- Distant Trumpet（英語版）(1952年、劇場未公開)
- 罠! （英語版）(Mantrap、1953年、劇場未公開)
- 複製人間の恋（英語版）(Four Sided Triangle、1953年、劇場未公開)
- 人間ロケット（英語版）（Spaceways、1953年、劇場未公開)
- 血のオレンジドレス（英語版）(Blood Orange、1953年、劇場未公開)
- Face the Music（英語版）（1954年、劇場未公開）
- 殺しの代理人（英語版）(Murder by Proxy、1955年、劇場未公開)
- 記憶喪失の男（英語版）(A Stranger Came Home、1954、劇場未公開)
- Final Appointment（英語版）(1954年、劇場未公開)
- 驀走二万哩（英語版）(Mask of Dust、1954年）
- Children Galore（英語版）（1954年、劇場未公開)
- Stolen Assignment（英語版）（1955年、劇場未公開)
- The Flaw（英語版）（The Flaw、1955年、劇場未公開)
- The Gelignite Gang（英語版）（1956年、劇場未公開)
- The Last Man to Hang?（英語版）（1956年、劇場未公開)
- フランケンシュタインの逆襲（The Curse of Frankenstein、1957年）
- Kill Me Tomorrow（英語版）（1957年、劇場未公開)
- 吸血鬼ドラキュラ（Dracula、1958年）
- フランケンシュタインの復讐（The Revenge of Frankenstein、1958年）
- バスカヴィル家の犬（The Hound of the Baskervilles、1959年）
- ミイラの幽霊（The Mummy、1959年）
- 不老不死の男（英語版）（The Man Who Could Cheat Death、1959年、劇場未公開)
- ボンベイの虐殺団／陰母神カーリ（英語版）（The Stranglers of Bombay、1959年)
- ジキル博士の二つの顔（英語版）（The Two Faces of Dr. Jekyll、1960年)
- シャーウッドの剣（英語版） (Sword of Sherwood Forest、1960年、劇場未公開)
- 吸血狼男（The Curse of the Werewolf、1960年）
- 吸血鬼ドラキュラの花嫁 (The Brides of Dracula、1960年)
- オペラ座の怪人#1962年版（英語版）（The Phantom of the Opera、1962年）
- ホームズと死の首輪（英語版）（Sherlock Holmes and the Deadly Necklace、1962年、独仏伊合作、劇場未公開)
- The Horror of It All（英語版）（1963年、劇場未公開）
- 妖女ゴーゴン（英語版）（The Gorgon、1964年）)
- 絶叫する地球 ロボット大襲撃（英語版）（1965年、劇場未公開）
- 血に飢えた島（英語版）（Island of Terror、1966年、劇場未公開）
- 凶人ドラキュラ（Dracula:Prince of Drakness, Disciple of Dracula, Revenge of Dracula、1966年）
- フランケンシュタイン 死美人の復讐（Frankenstein Created Woman、1967年）
- 高熱怪物の恐怖（英語版）（Night of the Big Heat、1967年、劇場未公開）
- 悪魔の花嫁（英語版）（The Devil Rides Out、1968年、劇場未公開）
- フランケンシュタイン 恐怖の生体実験（Frankenstein Must Be Destroyed、1969年）
- フランケンシュタインと地獄の怪物（モンスター）（英語版）（Frankenstein and the Monster from Hell、1973年、劇場未公開）